# Coangos
Coangos o (Kuankus) es un pueblo pequeño ubicado a un kilómetro del Río Santiago y Río Coangos en Ecuador. Coangos tiene un extenso territorio de 7576,22 Ha y el pueblo se divide en Coangos Alto Coangos Bajo, Coangos Cueva de los Tayos, y Coangos Puerto. Coangos es ubicado en una altura de 610 metros. 
Actualmente el acceso es por los medios locales de caballo o a pie. 
La Ciudad de Coangos cuenta con una Estimación de 80 Habitantes el 2012.

## Historia de Coangos
Coangos fue fundado en 1860 por los indígenas nativos Shuar. Coangos originalmente se llama Kuankus.
Entre enero y marzo de 1995 la comuna de Coangos, así como las bases COANGOS, CONDOR MIRADOR y CUEVA DE LOS TAYOS, del Ejército Ecuatoriano (EE) ubicadas en las cercanías a esta localidad fueron bombardeadas sistemática e intensamente por aviones de la Fuérza Aérea del Perú. 
Durante estos meses los bombardeos peruanos ocasionaron la muerte de decenas de pobladores shuar y de soldados ecuatorianos que en cumplimiento de su deber resguardaban la frontera ecuatoriana ante el avance de las tropas de invasión peruanas. 
La aviación militar peruana FAP utilizó para dichos bombardeos contra posiciones militares y civiles ecuatorianas, aviones biplaza de ataque ligero A-37B y Camberra además de helicópteros Mi-8TV y Mi-17. 
Después de finalizada la guerra con el Perú y con la firma del Acuerdo de Brasilia en 1998 Coangos fue reconstruida.
La comunidad de Coangos (Kuankus), no tiene nada que ver con el Destacamento Militar Coangos, son dos lugares diferentes.

## Comunicación
La comunidad Indígena se puede comunicar por Radio HF. en algunos sectores hay recepción de la red de telefonía móvil. Por medio de la Federación FICSH se puede establecer hacer contacto. Para cualquier efecto esta organización puede por medios internos comunicarse con Coangos.

## Educación
El pueblo cuenta con una escuela para los niños locales. es ya una comunidad integrada al moderno sistema.

### Religión & Mitología
Los Habitantes de Coangos durante siglos practicaban la mitología Shuar.
La mitología Shuar está estrechamente vinculada a la naturaleza y a las leyes del Universo, y se manifiesta en una amplia gama de seres superiores relacionados con fenómenos tales como la creación del mundo, la vida, la muerte, y las enfermedades. Los principales son Etsa que personifica el bien en lucha contra el mal Iwia, que siempre están en continua lucha para vencer el uno sobre el otro; Shakaim de la fuerza y habilidad para el trabajo masculino; Tsunki, ser primordial del agua, trae la salud; Nunkui causa la fertilidad de la chacra y de la mujer.
En el cultivo de la huerta, daban el poder del crecimiento de las plantas a Nunkui, quien además se encargaba de enseñar a la mujer Shuar a sembrar. Pero se necesita concretar el poder de Nunkui a través de ritos, trayendo al presente las fuerzas creadoras, para que la chacra rinda sus frutos. Creen que la selva está llena de espíritus que habitan en las cascadas o las orillas de los ríos. 
El gran mundo espiritual de los Shuar es repetitivo. No creen en que el ser humano tenga un final. Creen que luego de nacer y cumplir su vida, no llegan a un estado permanente con la muerte sino que su espíritu, Arútam, es recibido por otro ser humano que puede ser su hijo o su nieto, quien cumple nuevamente otro ciclo vital, así en forma indefinida. 
El Arútam es considerado como un espíritu clave para los varones, porque creen les da más potencia y fuerza. Piensan que quien posee un Arútam, no puede morir sino de enfermedades contagiosas. Los niños comienzan a buscar este espíritu en la selva desde los seis años de edad. En la cultura de la selva, los elementos de la Naturaleza guían la vida de sus habitantes.
La palmera de chonta, su fruto maduro, representa el mito del Uwi. Éste señala la estación de la abundancia en la selva. En la cosecha de sus frutos se celebran rituales con ruegos a Uwi. Piden que fermente la chicha de chonta, dé fertilidad a los animales, a las plantas y vitalidad al hombre. Si estos ritos son celebrados muy ceremoniosamente, se cumplirá con todo lo pedido; de lo contrario vendrá escasez de alimentos y muerte.
La secuencia del día y la noche en la mitología de los Shuar la relacionan con la victoria.
El chamán, llamado Uwishin, es una especie de sacerdote mediador con el mundo sobrenatural y a la vez es un líder político.